# Werner Klinner

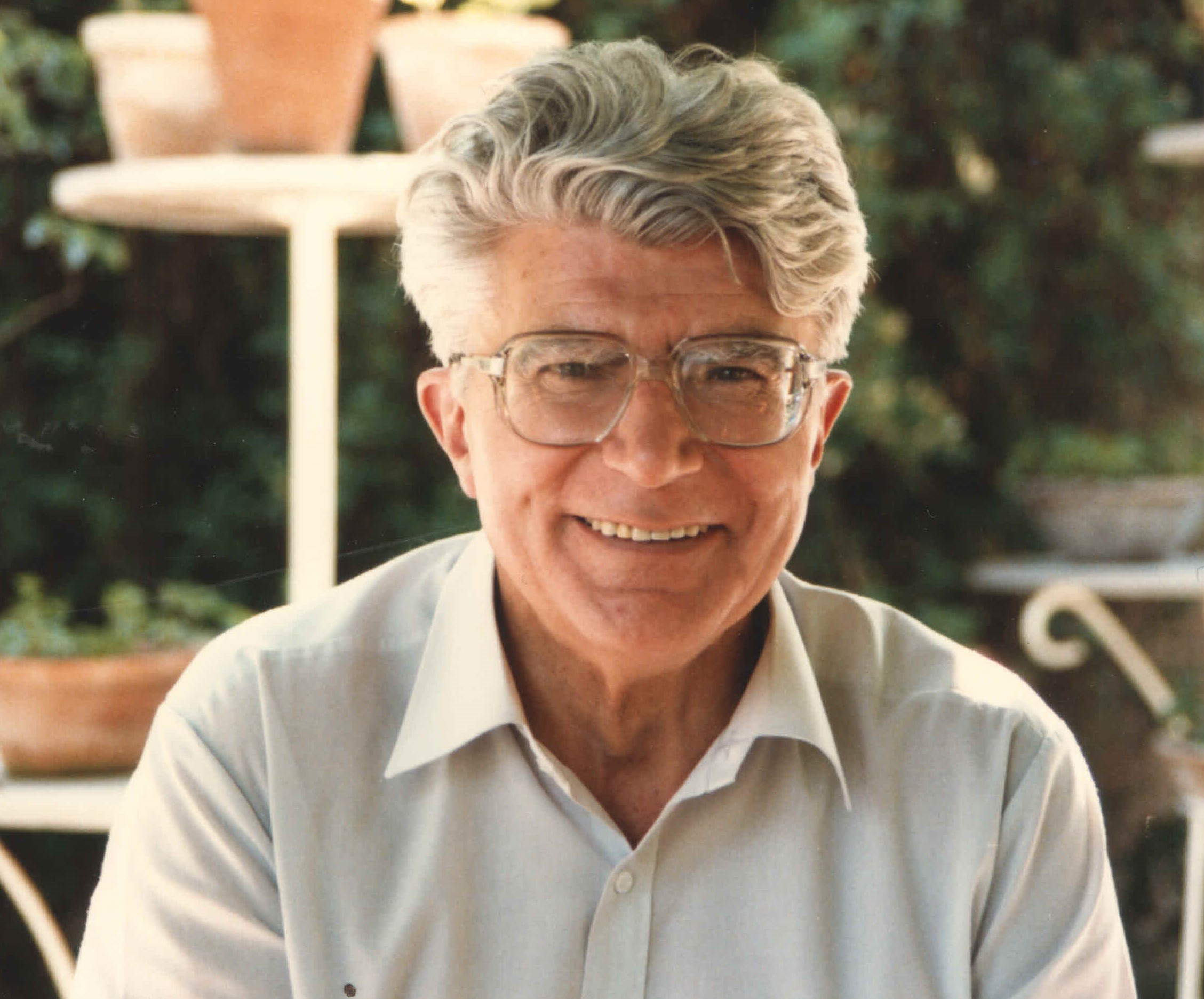
Werner Klinner

Werner Klinner (* 28. November 1923 in Neudorf, Kreis Glatz; † 2. Februar 2013 in München) war ein deutscher Herzchirurg und ordentlicher Professor für Herzchirurgie. Klinner war einer der Pioniere der deutschen Herzchirurgie und Lehrstuhlinhaber des ersten Lehrstuhls für Herzchirurgie in Bayern. 1969 führten er und Fritz Sebening in München unter Leitung von Rudolf Zenker die ersten beiden Herztransplantationen Deutschlands durch.

## Leben
Werner Klinger wurde im katholischen Teil Schlesiens geboren. Sein Medizinstudium begann er in Breslau und setzte es nach dem Zweiten Weltkrieg in Marburg/Lahn fort, wo er 1952 Assistent des Chirurgen Rudolf Zenker wurde. Nach einem Studienaufenthalt in den Vereinigten Staaten 1957/58, unter anderem war er an der Mayo Clinic in Rochester, kehrte er zurück nach Deutschland und war in Marburg an den ersten Operationen unter Verwendung der Herz-Lungen-Maschine beteiligt. Verdienste erwarb sich Klinner (inzwischen zum Dr. med. promoviert) fortan auf dem Gebiet der Säuglings- und Kinderherzchirurgie. 1961 wurde er mit der Behandlung der Fallot’schen Tetralogie habilitiert, einem mit Blausucht einhergehenden, angeborenen Vierfach-Herzfehler. An der Universität München begann er seine Lehrtätigkeit und von Zenker wurde ihm dort die Leitung der Herzchirurgie übertragen.
1966 wurde Klinner leitender Oberarzt an der chirurgischen Universitätsklinik in München, ein Jahr später dort außerplanmäßiger Professor und 1971 in München einer der ersten Lehrstuhlinhaber für Herzchirurgie in Deutschland sowie Direktor der Herzchirurgischen Klinik der Universität. 1969 führte er im Team Rudolf Zenkers zusammen mit Fritz Sebening (* 19. März 1930; † 12. Juli 2015) die ersten beiden Herztransplantationen in Deutschland durch. Von 1971 bis 1989 leitete Werner Klinner die herzchirurgische Klinik in Großhadern. Ab 1981 war er an der ersten Herztransplantationsserie beteiligt, auch an der ersten Herz-Lungen-Transplantation. Transplantationen wurden fester Bestandteil des herzchirurgischen Spektrums und Klinner ebnete als Vorreiter dieser Entwicklung seinen Schülern, unter anderem Bruno Reichart, der auch sein Nachfolger wurde, den Weg. Seinem Drängen nach mehr OP Kapazität ist die Gründung des Deutschen Herzzentrums 1973 in München zu verdanken, wofür er am 12. Juni 1980 mit dem Bayerischen Verdienstorden ausgezeichnet wurde. Auch dass in Großhadern seit 1981 kombinierte Herz-Lungen-Transplantationen durchgeführt werden können, ist  Klinners Verdienst. Ferner war er Gründungsmitglied der Deutschen Gesellschaft für Thorax-, Herz- und Gefäßchirurgie. Klinner trug auch in Breslau wesentlich zum Aufbau der Herzchirurgie bei. Dafür verlieh ihm die Universität Breslau den Ehrendoktor. Er war zudem korrespondierendes Mitglied der Österreichischen Gesellschaft für Chirurgie. Eine weitere Ehrung war die Ehrenmitgliedschaft der polnischen Gesellschaft für Chirurgie.
Klinner hatte einen Sohn und eine Tochter und war zweimal verheiratet.

## Veröffentlichungen
- mit Hans Georg Borst und Åke Senning: Die Eingriffe am Herzen und an den herznahen Gefäßen. Springer-Verlag, Berlin/ Heidelberg/ New York 1978 (= Allgemeine und spezielle chirurgische Operationslehre. Band 6, Teil 2), ISBN 3-540-08267-0.
- mit Eckart Kreuzer: Die Bedeutung der Diagnostik für die Entwicklung der Herzchirurgie. In: Christa Habrich, Frank Marguth, Jörn Henning Wolf (Hrsg.) unter Mitarbeit von Renate Wittern: Medizinische Diagnostik in Geschichte und Gegenwart. Festschrift für Heinz Goerke zum sechzigsten Geburtstag. München 1978 (= Neue Münchner Beiträge zur Geschichte der Medizin und Naturwissenschaften: Medizinhistorische Reihe. Band 7/8), ISBN 3-87239-046-5, S. 393–402.